# 里士满 (新西兰)
里士满（英語：Richmond）是新西兰南岛上的一个城镇，为新西兰塔斯曼区议会所在地。北距尼爾遜13（8英里），临近塔斯曼湾南端。城镇始建于1842年，1854年采用「里士满」之名。截至2014年总人口数约为13,606。

## 图集

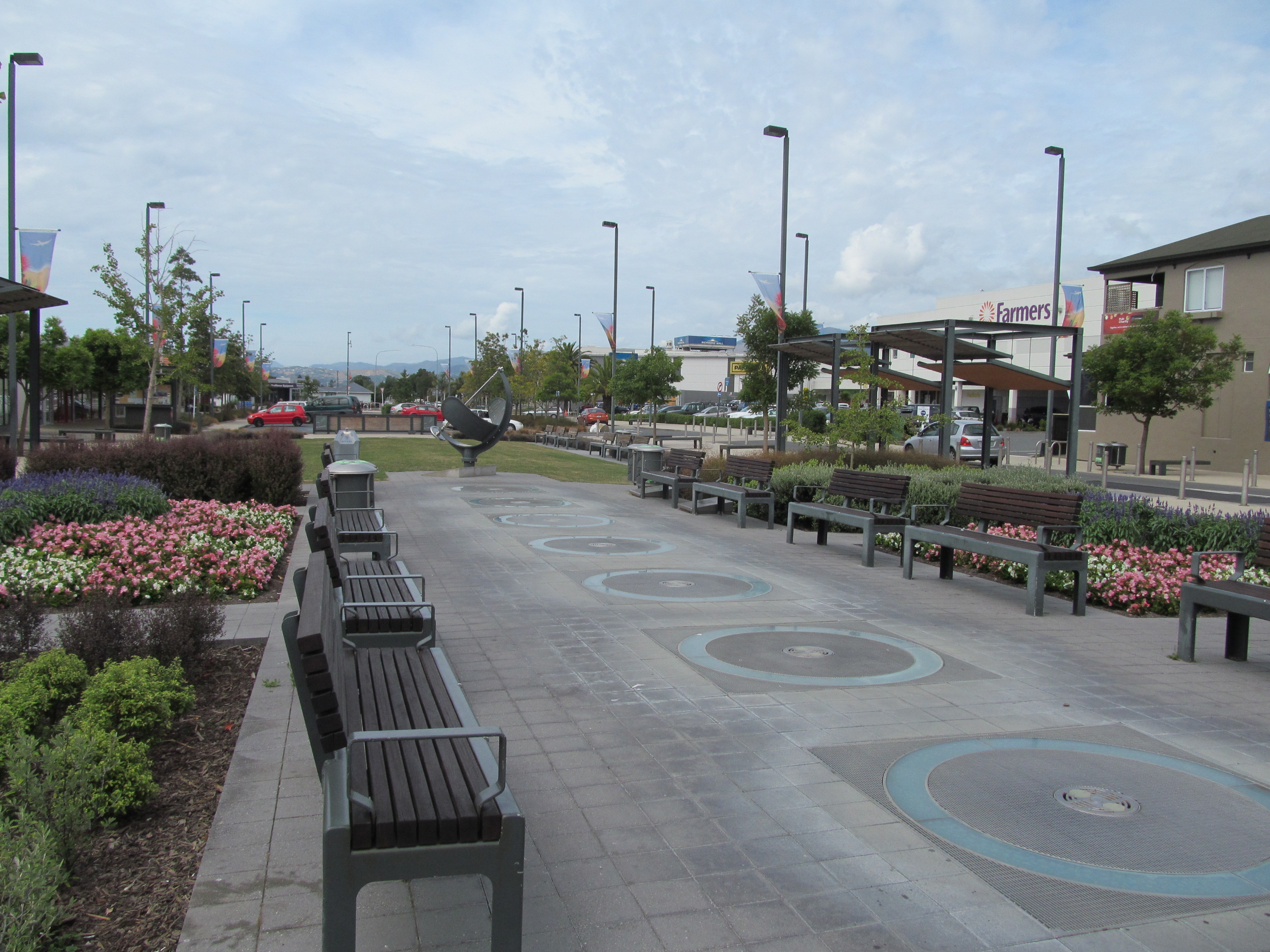
市中心的广场
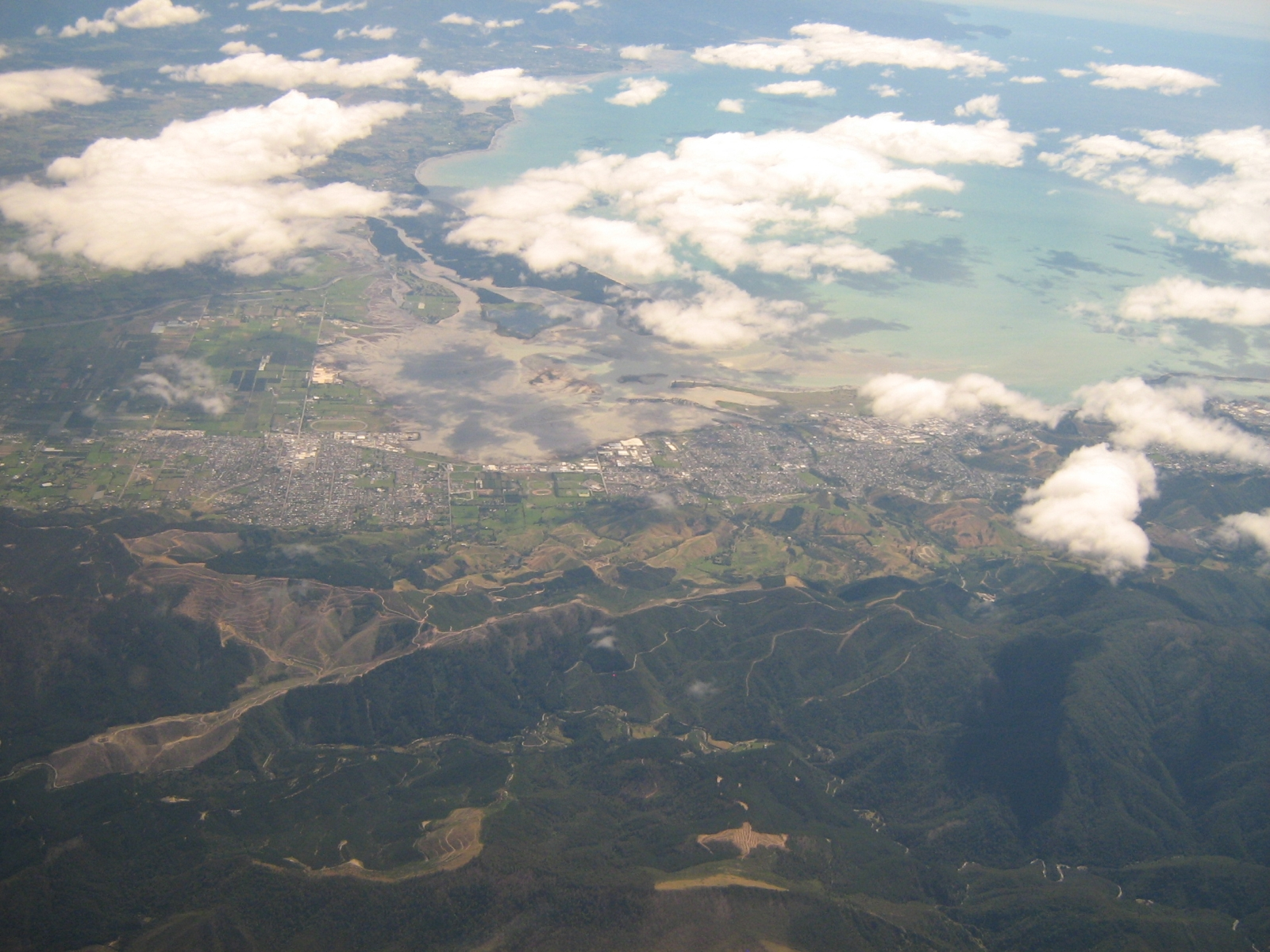
里士满航拍图，右侧为尼爾遜